# Городок (роман)
«Городо́к» (англ. Villette) — роман английской писательницы Шарлотты Бронте, написанный в 1853 году.

## Сюжет
14-летняя девочка, Люси Сноу, гостит у своей крёстной в городке Бреттон. В этом доме судьба сводит её с двумя удивительными людьми — Грэмом Бреттоном, сыном её крёстной, и Полиной Хоум, серьёзной миниатюрной девочкой. Когда Люси взрослеет, она уезжает в Брюссель, чтобы работать учительницей в пансионе. Позже она встречает уже повзрослевших друзей детства — Грэма и Полину. Поначалу Люси переписывается с Грэмом и налаживает нежные, дружественные отношения с ним, однако Грэм, вновь встретив Полину, уже взрослую и обаятельную девушку, решает жениться именно на ней. Люси заставляет себя не навязываться Грэму, а оставить их редкие беседы как есть, и влюбляется в другого учителя много старше её, Поля Эманюэля, хотя поначалу он казался ей суровым и непривлекательным «коротышкой». В конце романа он делает ей сюрприз — готовит арендованное помещение под школу, и уезжает на несколько лет из страны. Однако, по дороге домой его корабль терпит бедствие, и он погибает.

## Персонажи
- Люси Сноу (англ. Lucy Snowe)
- Грэм Бреттон (англ. Graham Bretton)
- Полина Хоум (англ. Paulina Home)
- Мадам Бек (фр. Mme. Beck)
- Джиневра Фэншо (англ. Miss Ginevra Fanshawe)
- Полковник де Амаль (фр. de Hamal)
- Поль Эманюэль (фр. M. Paul Emanuel)

## Экранизации
Книга однажды была экранизирована телеканалом BBC в 1970 году. Режиссёр — Мойра Армстронг. В роли Люси Сноу снялась Джуди Парфитт, Брайан Маршалл в роли Грэма, Питер Джеффри в роли Поля Эманюэля, а Мона Брюс (англ. Mona Bruce) в роли мадам Бек.
- «Villette» (англ.) на сайте Internet Movie Database